# Дерепаско, Наталья Ярославовна
Ната́лья Яросла́вовна Дерепа́ско (словен. Nataliya Derepasko, родилась 16 апреля 1973) — советская, украинская и словенская гандболистка и российский гандбольный тренер. Играла на позиции левой полусредней. Выступала за киевский «Спартак», скопьевский «Джёрче Петров» (Северная Македония), люблянский «Крим» (Словения) и итальянский «Банколе». Позже работала тренером в клубе «Крим» до 2022 года, затем в китайском клубе «Феникс» и женской сборной Китая, а также российских клубах «АГУ-Адыиф» и «Ростов-Дон». Ныне является членом тренерского штаба клуба «ЦСКА».

## Игровая карьера

### Ранние годы
Родилась 16 апреля 1973 года в городе Староконстантинов Хмельницкой области, откуда родом была её мать, уехавшая туда на последних месяцах беременности. Детство провела в Севастополе, куда вернулась в возрасте 6 месяцев. Мать занималась баскетболом, отец — боксом. В возрасте 7 лет записалась на плавание, в школе попала в спортивный класс, где большинство занимались гандболом. Поскольку тренировки юных гандболистов и гандболисток проходили рядом с домом, а в бассейн Наталье приходилось ездить в другой район города, она согласилась стать гандболисткой. Первый гандбольный тренер — Павел Ткаченко.
В седьмом классе перешла в киевскую спортивную школу-интернат, тренеры которой ездили на соревнования и постоянно отбирали лучших спортсменов. В восьмом классе она стала игроком киевского «Спартака», которым тогда руководил Игорь Турчин, и начала там свою игровую карьеру. Согласно её воспоминаниям, в канун первой тренировки её должен был забрать микроавтобус у станции метро, на котором ей нужно было ехать к спортзалу, находившемуся в 19 км. Она так испугалась, что спряталась за новогодней ёлкой, не желая показываться на людях, но затем решилась поехать на тренировку, чтобы не получить нагоняй. По оценке Натальи, на площадке Игорь Евдокимович был крайне строг, но никогда не унижал игроков, а вне площадки был добрейшим человеком.

### Клубная карьера
Под руководством Игоря Турчина Наталья Дерепаско играла в киевском «Спартаке» с гандболистками уровня сборной СССР. Она была свидетелем трагической смерти Игоря Евдокимовича, случившейся 7 ноября 1993 года в перерыве матча Кубка ЕГФ против бухарестского «Рапида», который пришлось в связи с этим перенести. После окончания Киевского института физкультуры она уехала играть в Македонию за клуб «Джёрче Петров», где играла два года. Отъезд был связан и с ухудшавшейся экономической ситуацией в стране: вдова Игоря Турчина Зинаида, обычно не допускавшая ухода молодых игроков, пошла навстречу Наталье и позволила ей уехать за границу. В скопьевском клубе она играла вместе с Мариной Абрамовой, Натальей Вдовиной, Ларисой Киселевой и Таней Карпеней. Представляла «Джёрче Петров» в Лиге чемпионов ЕГФ в сезоне 1995/1996.
Поиграв два года в Македонии, Наталья перебралась в Словению, где играла на протяжении 11 лет за люблянский «Крим». С ним дважды выигрывала Лигу чемпионов ЕГФ в 2001 и 2003 годах, а также трижды становилась лучшим бомбардиром розыгрышей Лиги чемпионов ЕГФ в 1999, 2003 и 2006 годах. Среди известных игроков, с кем играла Дерепаско в «Криме», были Людмила Бодниева, Дея Долер-Иванович, Ольга Чечкова и Бранка Йованович. Игровую карьеру она завершила в итальянском клубе «Мантова» в возрасте 36 лет, отыграв один сезон. Завершению игровой карьеры способствовали и многочисленные травмы от оперирования хряща в колене до плеча на бросковой руке.
В 2009 году Наталья Дерепаско и Симона Штурм были номинированы на приз лучшей левой полусредней за историю словенского гандбола.

### В сборных
В возрасте 17 лет Наталья Дерепаско призывалась в юниорскую сборную СССР, но так и не попала на сборы в Новогорск. Позже она стала играть за молодёжную сборную Украины, а затем и за основную женскую сборную Украины. В её составе в 1995 году она стала лучшим бомбардиром чемпионата мира. К чемпионату Европы 1996 года провела 63 игры за украинскую сборную. В 1998 году с украинской сборной выиграла Кубок Турчина. Позже она получила словенское гражданство и была заиграна за сборную Словении, дебютировав в её составе в 2003 году. В составе словенской сборной она провела официально 51 игру, забросив 278 мячей.

## Тренерская карьера
После окончания игровой карьеры Наталья изначально решила заняться деятельностью, не связанной с гандболом. переехала из Любляны в Белград и вместе с подругой и экс-одноклубницей Бранкой Йованович открыла обувной магазин, который закрылся из-за последствий финансового кризиса. По словам самой Натальи, с того момента она больше помышляла ни о каком бизнесе. Из-за неудач в бизнесе она стала проводить частные тренировки по гандболу, ездя раз в месяц или раз в два месяца в Словению. Вскоре она вернулась в «Крим», куда её пригласила одноклубница Дея Долер, ставшая директором клуба. Она получила европейский диплом на курсах Master Coach от Европейской гандбольной федерации, посещая семинары (в том числе семинар в Дохе вместе с Екатериной Андрюшиной). Изначально Наталья тренировала детей, а потом перешла на старшие группы. Среди некоторых её воспитанниц, вышедших на уровень основной сборной — разыгрывающая Нина Жабек и линейная Валентина Клеменчич. С 2016 года Наталья работала в тренерском штабе резервной команды, выступавшей под названием «Любляна», под руководством Илии Анджелковича.
Вскоре тренер клуба Урош Брегар предложил Наталье место помощника тренера, которое она с радостью заняла. Они работали вместе до осени 2021 года, когда Брегар вынужден был оставить пост, и Наталья стала главным тренером команды. Если год тому назад она могла выделить время на то, чтобы поработать с молодёжным составом, то обязанности главного тренера этого такой возможности ей уже не предоставляли. Должность тренера клуба «Крим» она занимала в 2021—2022 годах, приняв команду в октябре в канун игры против норвежского «Кристиансанда». В первых трёх матчах команда набрала 3 очка при том, что в предыдущих пяти встречах было набрано только два балла. Первые три матча Лиги чемпионов ЕГФ Наталья провела исключительно как исполняющий обязанности тренера, только затем заключив контракт с клубом до конца сезона. Под её руководством клуб впервые за 10 лет вышел в 1/8 финала Лиги чемпионов ЕГФ, дойдя в итоге до четвертьфинальной стадии турнира, а также выиграл чемпионат и национальный кубок. По окончании сезона она уступила место черногорцу Драгану Аджичу, который одновременно был главным тренером сборной Словении. По словам самой Дерепаско, её уход из клуба не вызывал «сомнений неспортивного характера».
В 2022—2023 годах Наталья тренировала китайский клуб «Феникс» и сборной Китая: ей поступило предложение от гандбольных федераций Китая и России возглавить китайский клуб, который при этом играл в чемпионате России, представляя Москву, и набирался тем самым игрового опыта. Возглавить китайскую команду Дерепаско вдохновила тренер сборной России Людмила Бодниева. В конце 2022 года с женской сборной Китая она выступила на чемпионате Азии в Южной Корее и заняла там 3-е место. На групповом этапе сборная Китая проиграла команде Японии, что, по мнению Дерепаско, привело к тому, что в полуфинале они попали на более сильную сборную Южной Кореи, а не на более слабую сборную Ирана, и в итоге вынуждены были бороться только за бронзовые медали. Из «Феникса» она вынуждена была уйти в связи с расхождением мнений по количеству и длительности тренировок: клуб проводил ежедневно по две тренировки, и за 260 дней у её спортсменок было всего 16 выходных. Наталья иногда отменяла вторые тренировки, чтобы предоставить время на восстановление, однако клуб полагал, что количество и длительность тренировок должны возрасти. Решение об уходе было озвучено 23 апреля 2023 года: из клуба ушли Наталья Дерепаско и тренер по физической подготовке Мария Воробьёва. По словам Натальи Ярославовны, её китайские подопечные не скрывали слёз, прощаясь со своим тренером.
В июле 2023 года она возглавила майкопский клуб «АГУ-Адыиф», дебютировав 6 сентября матчем против «Астраханочки». На момент начала работы Дерепаско пропустила значительную часть подготовки: клуб уже лишился около 12 игроков, а на сборах не собиралось достаточное для заявки на матч число гандболисток. Усилий Натальи Ярославовны хватило для того, чтобы помочь клубу сохранить прописку в Суперлиге. Из игроков команды в первом сезоне выделились Валентина Томилина, попавшая в основу сборной России, а также Алиса Дворцевая, Екатерина Терлецкая и Дарья Милова (две последние играли на правах аренды, перейдя из «Лады»). Однако ставшая одним из лучших бомбардиров Дворцевая вскоре перешла в «Ладу», оставив «АГУ-Адыиф» фактически без лидера в атаке. Клуб к концу сезона занял 10-е место в чемпионате. Летом 2024 года команда претерпела серьёзные изменения: Терлецкая и Милова вернулись из аренды в «Ладу», а Томилина перешла в ЦСКА. Наталья Дерепаско покинула адыгейский клуб в ноябре 2024 года, после поражения в 1/16 кубка России от «Уфы-Алисы» со счётом 29:33. В течение второго сезона из всех проведённых матчей в сезоне майкопская команда избежала поражения только в одном. В конце 2024 года Дерепаско стала помощником тренера «Ростов-Дона» Ирины Дибировой.

## Тренерский стиль
По мнению Натальи Дерепаско, в гандбольном мире достаточно опытных тренеров-женщин, к коим она отнесла Людмилу Бодниеву и Бояну Попович. Она полагает, что девушкам легче работать именно под руководством тренера-женщины, а не тренера-мужчины, хотя для тренеров проще тренировать именно мужские команды, а не женские, поскольку им можно легко дать прямые и чёткие указания, чтобы те их исполнили.
Согласно её интервью газете «Советская Адыгея» за 2023 год, в процессе обучения игроков большая психологическая нагрузка и ответственность возлагаются на тренера, а не на игрока. Она считает, что тренер должен уметь чувствовать своих подопечных: быть строгой к одним и достаточно мягкой к другим, уметь встряхнуть морально или что-то спокойно объяснить. Поскольку игроки обладают разными характерами, ей приходилось отыскивать к каждой из подопечных индивидуальный подход. Элемент доверия она называет важнейшим в работе тренера. Себя она называет достаточно спокойным по темпераменту человеком, который стремится избегать конфликты, хотя за время работы в «Криме», по её мнению, обстоятельства уже начали подталкивать к тому, чтобы она начала кричать на не выкладывавшихся в полной мере игроков.
По её мнению, оптимальным является тренировочный процесс, проводимый по схеме «пять тренировок и полдня выходного»: по две тренировки в понедельник и вторник и одна в среду, по две тренировки в четверг и пятницу и одна в субботу, а воскресенье является выходным днём. Накануне игры должна проводиться только одна тренировка. Помимо тренировок с мячом, она считает важной общую физподготовку в тренажёрном зале и сборы в межсезонье, включающие пробежки на стадионе, прыжки, плавание и многое другое. Будучи помощником Уроша Брегара в клубе «Крим», она не занималась сугубо игроками атаки или игроками обороны, а лишь предлагала свои идеи тренеру, который принимал решение, использовать их или нет в соответствующей ситуации.
Работая в клубе «Феникс», Дерепаско использовала переводчика, хотя поначалу не могла к этому привыкнуть и полагала, что паузы в её речи, необходимые для перевода, замедляют тренировочный процесс. Однако подопечные китаянки научились понимать своего тренера по интонациям и жестикуляциям, а также освоили русские слова.

## Личная жизнь
Мать по профессии изолировщица, делала обмотку двигателей для самолётов на заводе. Отец — высококвалифицированный токарь. Родители живут в Севастополе, там же живёт и брат с сестрой.
Любит собак породы бассет-хаунд: первого завела ещё во время выступлений за «Крим», но пёс прожил всего 4 года и умер из-за врождённых проблем с сердцем. Позже завела собаку по кличке Рокки, которой в августе 2023 года исполнилось 14 лет и которая проживала в Белграде у Бранки Йованович, подруги Натальи.
В свободное время смотрит исторические фильмы, детективы или боевики, а иногда читает книги (преимущественно детективы). Своим любимым сериалом называет «Ликвидацию». Не играет в азартные игры: в карты играла, по своему признанию, только во время игр за киевский «Спартак», а в Словении иногда играла в кости с подругами. Предпочитает европейскую кухню.

## Достижения

### Клубные
Национальные чемпионаты и кубки
- Чемпионка Украины: 1992
- Чемпионка Северной Македонии[фр.]: 1996, 1997
- Обладательница Кубка Северной Македонии[фр.]: 1996, 1997
- Чемпионка Словении[фр.] (11 раз): с 1998 по 2008 годы
- Обладательница Кубка Словении[фр.]: с 1999 по 2008 годы
- Обладательница Суперкубка Италии[итал.]: 2008/2009

Еврокубки
- Победительница Лиги чемпионов ЕГФ: 2000/2001[фр.][25], 2002/2003[фр.][26] (оба в составе «Крима»)[7]
- Финалистка Лиги чемпионов ЕГФ: 1998/1999[фр.], 2003/2004[фр.], 2005/2006[фр.]
- Обладательница Суперкубка ЕГФ[англ.]: 2003, 2004
- Финалистка Суперкубка ЕГФ: 2006

### Результаты выступлений за сборные
Украина
- Чемпионат Европы 1994: 11-е место
- Чемпионат мира 1995: 9-е место
- Чемпионат Европы 1996: 9-е место
- Чемпионат Европы 1998: 7-е место
- Чемпионат мира 1999: 13-е место

 Словения
- Чемпионат мира 2003: 8-е место
- Чемпионат Европы 2004: 9-е место
- Чемпионат мира 2005: 14-е место
- Чемпионат Европы 2006: 16-е место

### Личные
- Лучший бомбардир чемпионата мира 1995 года (61 гол)[27]
- Лучший бомбардир Лиги чемпионов ЕГФ:
  - 1998/1999[фр.] (120 голов)[28]
  - 2002/2003[фр.] (78 голов)[11][28]
  - 2005/2006[фр.] (86 голов)[11][28]
- Второй бомбардир Лиги чемпионов ЕГФ: 2003/2004[фр.] (84 гола)